# Триниця
Три́ниця (болг. Тръница) — село в Шуменській області Болгарії. Входить до складу общини Новий Пазар.

## Населення
За даними перепису населення 2011 року у селі проживали 107 осіб, з них 101 особа (98,1%) — болгари.
Розподіл населення за віком у 2011 році:
Динаміка населення: